# 디노첸초 형제
다미아노 디노첸초(Damiano D'Innocenzo, 1988년 7월 14일 ~ )와 파비오 디노첸초(Fabio D'Innocenzo, 1988년 7월 14일)는 이탈리아의 영화 감독, 영화 각본가 쌍둥이 형제이다.

## 작품 목록
- 보이즈 크라이 (2018)
- 배드 테일즈 (2020)
- 아메리카 라티나 (2021)